# Carausius proximus
Carausius proximus är en insektsart som beskrevs av Carl 1913. Carausius proximus ingår i släktet Carausius och familjen Phasmatidae. Inga underarter finns listade.